# Maintenance Operations Protocol
Das Maintenance Operations Protocol (MOP, „Wartungsbetriebsprotokoll“) ist ein Protokoll der 1975 von Digital Equipment Corporation eingeführten Protokollfamilie DECnet.
Es ist in der drittuntersten Schicht, dem Network Layer, angesiedelt und dient der Verwaltung von Computernetzen, die hauptsächlich Rechner des Unternehmens enthalten. Einfache Funktionen erlauben den Systemstart oder der Bereitstellung einer Konsole über das Netz.
Das MOP ist auch in CISCO-Routern vorhanden und aktiv (IOS 15.x). Eine Authentifizierung ist nicht vorgesehen.